# Comuna Baimaclia, Căușeni
Comuna Baimaclia este o comună din raionul Căușeni, Republica Moldova. Este formată din satele Baimaclia (sat-reședință) și Surchiceni.

## Geografie
Localitatea se află la distanța de 32 km de orașul Căușeni și la 65 km de Chișinău.

## Demografie
La recensământul din 2004 erau 2 571 de locuitori, dintre care 49,28% - bărbați și 50,72% - femei. Compoziția etnică a populației comunei: 98,79% - moldoveni, 0,74% - ucraineni, 0,31% - ruși, 0,12% - găgăuzi, 0,04% - alte etnii. În comuna Baimaclia au fost înregistrate 766 de gospodării casnice în anul 2004, iar mărimea medie a unei gospodării era de 3,4 persoane.
Conform datelor recensământului din 2014, comuna are o populație de 2 207 locuitori. În comuna Baimaclia au fost înregistrate 693 de gospodării casnice în anul 2014.
| Grup etnic                    | Populație | % Procentaj |
| ----------------------------- | --------- | ----------- |
| Băștinași declarați Moldoveni | 1 949     | 91,1%       |
| Români                        | 173       | 8,1%        |
| Ruși                          | 8         | 0,4%        |
| Alții                         | 8         | 0,4%        |
| Total                         | 2 207     |             |

## Administrație și politică
Primarul este Adrian Cojocaru, reales în 2023 din partea Partidului Acțiune și Solidaritate.
Componența Consiliului local Baimaclia (11 consilieri), ales la 5 noiembrie 2023, este următoarea:
|  | Partid                                | Consilieri | Componență | Componență | Componență | Componență | Componență |
|  | ------------------------------------- | ---------- | ---------- | ---------- | ---------- | ---------- | ---------- |
|  | Partidul Liberal Democrat din Moldova | 5          |            |            |            |            |            |
|  | Partidul Acțiune și Solidaritate      | 5          |            |            |            |            |            |
|  | Candidat independent IACOB OBOROCEANU | 1          |            |            |            |            |            |